# Formato de dados para depuração
Um formato de dados para depuração é uma forma particular de codificar uma informação para facilitar a depuração. Alguns formatos de arquivo são padrões abertos.

## Lista de formatos de dados para depuração
- stabs
- COFF
- PE/COFF
- OMF
- IEEE-695
- DWARF